# Спеціальна розвідка

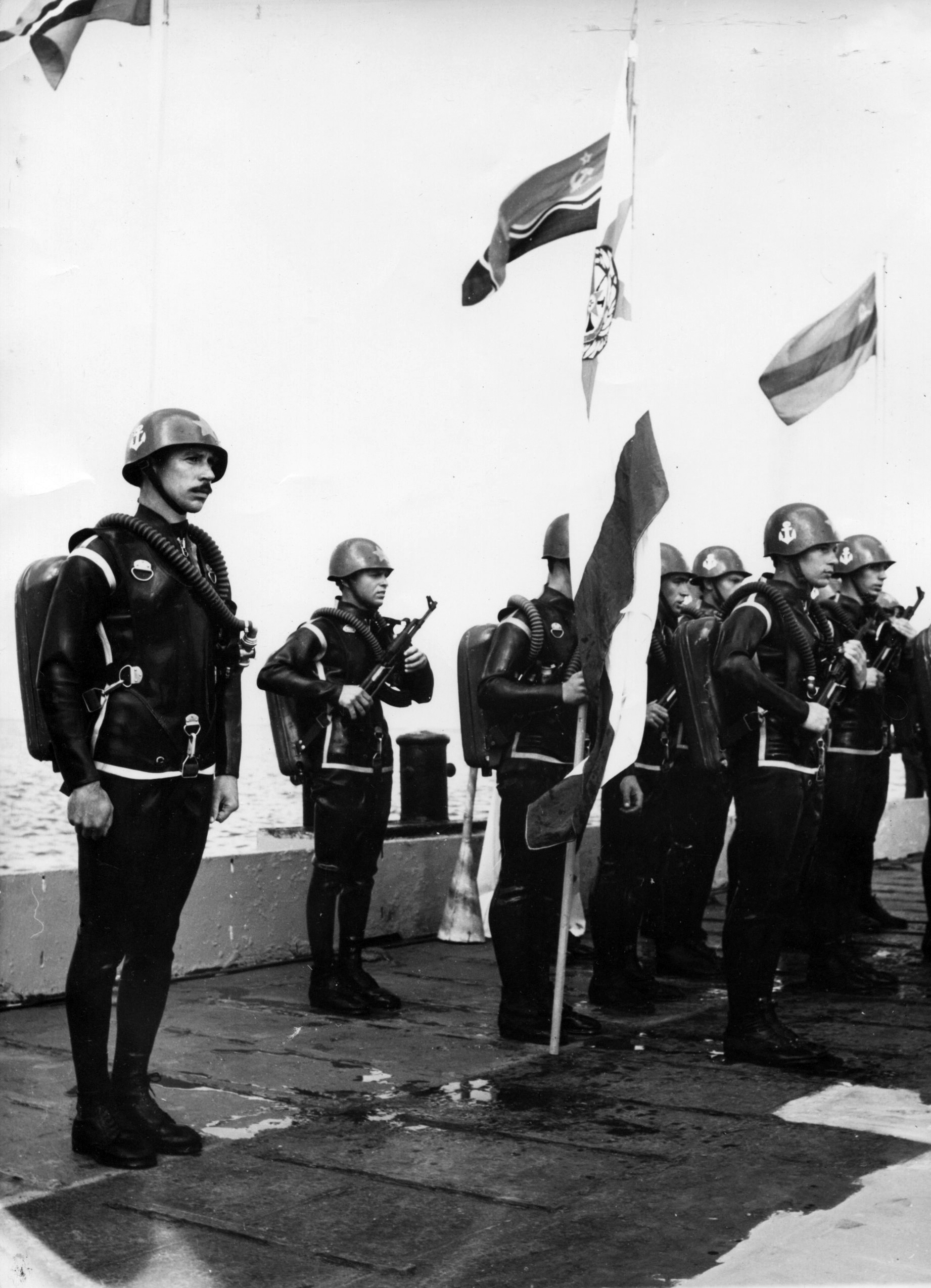
Водолази-розвідники 17-ї окремої бригади спеціального призначення Чорноморського флоту. 1970-ті

Спеціальна розвідка — вид оперативної розвідки збройних сил, який являє собою сукупність заходів, що проводяться штабами об'єднань, з'єднань, частинами та підрозділами спеціального призначення з метою добування відомостей про противника, проведення спеціальних заходів на його важливих об'єктах в інтересах Генерального штабу, оперативних об'єднань сухопутних військ і флоту, а також організації партизанського руху. Ведеться в загрозливий період і з початком військових дій. В своїй діяльності поєднує методи військової та агентурної розвідки.

## Завдання спеціальної розвідки

### Розвідувальні завдання
- добування відомостей про засоби ядерного нападу, пункти управління, аеродроми, військово-повітряні і військово-морські бази, об'єкти оперативного тилу та інші важливі об'єкти противника;
- викриття характеру його дій і намірів, а також оперативне обладнання ТВД чи району операції;
- виявлення у противника нових засобів збройної боротьби, встановлення їх призначення і тактико-технічних характеристик, уточнення метеорологічної обстановки та інших даних в інтересах застосування ударних (вогневих) засобів ураження, виявлення районів зараження і затоплення на території противника.

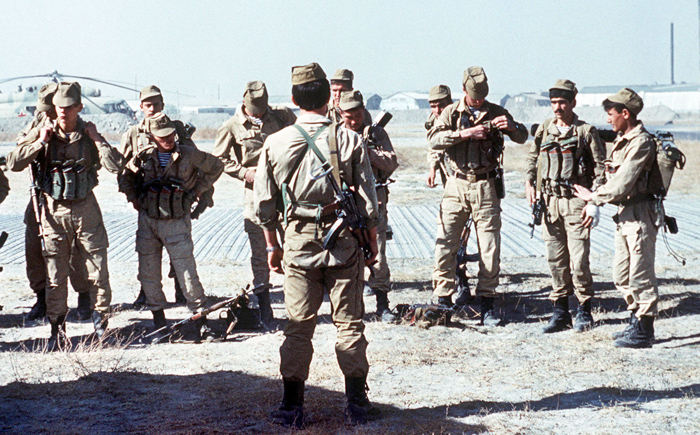
Радянські спецназовці готуються до бойового виходу. Афганістан. 1988

### Спеціальні завдання
- знищення або виведення з ладу засобів ядерного нападу, елементів розвідувально-ударних комплексів, складів і пунктів зберігання спеціальних видів зброї (ядерної, хімічної, біологічної, оперативно-тактичних ракет та ін.), бойових кораблів і суден забезпечення, пунктів і центрів управління, засобів зв'язку та радіонавігації, розвідки і РЕБ, радіолокаційних і гідроакустичних комплексів, гідротехнічних споруд, інших важливих наземних і морських об'єктів;
- дезорганізація діяльності противника і порушення його комунікацій, зрив планів перекидання військ і матеріально-технічних засобів залізницею і автошляхами, повітряним і морським транспортом;
- надання допомоги в організації партизанського руху (руху Опору) в тилу противника і використання їх дій в інтересах ведення розвідки та здійснення спеціальних заходів.

## Основні об'єкти розвідки СпП

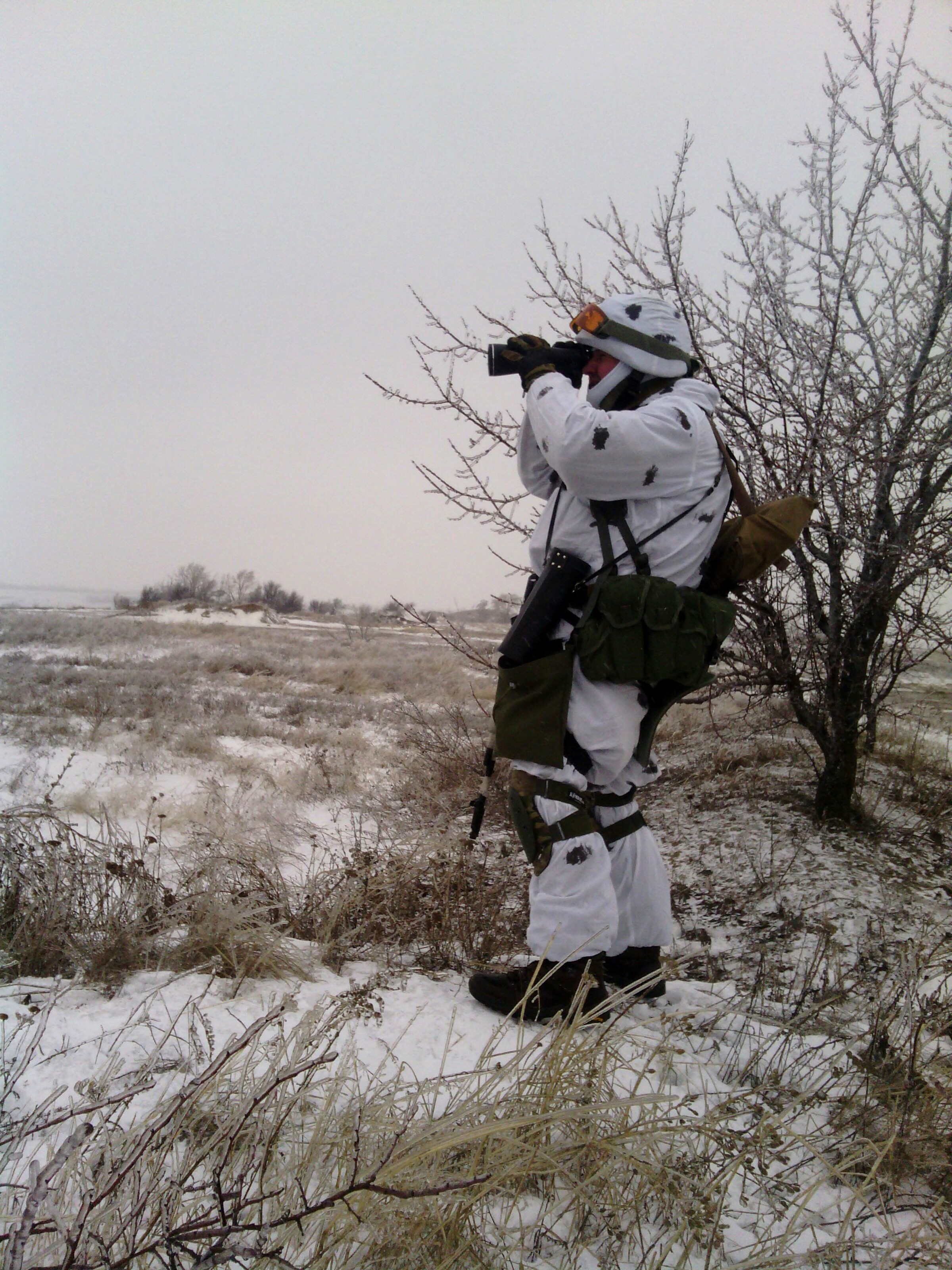
Український спецпризначенець здійснює спостереження ворожих позицій в зоні проведення АТО. Україна. Січень 2015 року.

- Засоби ядерного нападу і системи високоточної зброї:
  - пускові установки балістичних ракет;
  - вогневі взводи (загони) оперативно-тактичних і крилатих ракет;
  - авіаескадрильї та аеродроми базування літаків-носіїв ядерної зброї і крилатих ракет;
  - елементи систем високоточної зброї, стартові батареї тактичних ракет;
  - кораблі-носії ядерної зброї;
  - склади, пункти постачання (зберігання) ядерних боєприпасів;
  - вузли ядерно-мінних загороджень.
- Об'єкти системи управління військами:
  - пункти управління військами і зброєю;
  - об'єкти системи ППО — радіолокаційні пости, батареї ЗУР, пункти управління та оповіщення.
- Угруповання військ противника і його тил:
  - резерви противника;
  - повітряні (аеромобільні) і морські десанти;
  - об'єкти тилу і оперативного обладнання;
  - елементи інфраструктури театру воєнних дій.

## Сили і засоби спеціальної розвідки
Силами і засобами спеціальної розвідки є штатні з'єднання, частини та підрозділи спеціального призначення, а також виділені розвідувальні органи з штатною розвідувальною та бойовою технікою, зброєю та засобами управліннями. У Радянській армії до сил і засобів спеціальної розвідки відносилися окремі бригади спеціального призначення військових округів (у воєнний час — фронтів); розвідувальні пункти спеціального призначення флотів; окремі роти спеціального призначення армій (армійських корпусів). В Збройних силах України — 10-й загін спеціального призначення ГУР МО, окремі полки СпП в оперативних командуваннях і морський центр спеціального призначення у Військово-Морських Силах.
Загальне керівництво і координація діяльності органів управління спеціальної розвідкою і частин спеціального призначення здійснюються Головним управлінням розвідки Міністерства оборони. Для забезпечення безпосереднього керівництва силами і засобами спеціальної розвідки в розвідувальних управліннях штабів оперативних командувань і видів ЗС є органи управління спеціальної розвідкою.
На органи управління спеціальної розвідкою покладається забезпечення підтримки в постійній бойовій готовності з'єднань і частин спеціального призначення, планування та організація бойового застосування сил і засобів спеціальної розвідки, організація і керівництво збором та обробкою інформації, що надходить від добуваючих розвідувальних органів, керівництво їх комплектуванням особовим складом, озброєнням, технікою і матеріальними засобами та організація їх бойової підготовки.